# 簧下質量
在地面車輛的懸吊系統中，簧下重量（Unsprung weigh，或是簧下質量，Unsprung mass）是指懸吊、車輪或履帶（若有的話）和其他直接連接於其上的零件的質量，不包含其他由懸吊支撐的零件。（車體及其他由懸吊支撐的零件稱為簧上質量）簧下重量包含眾多零件，如輪軸、輪軸承、輪轂（羊角）、輪胎和傳動軸的部分重量，減震桶和懸吊連桿。如果車輛剎車系統是安裝於舷外（在車輪框內，例外的有Alfa Romeo 75），這些重量也列入簧下重量的一部分。

## 簧下重量的影響
車輪的簧下重量控制：是在車輪的貼地性跟震動的隔離兩者之間作權衡。顛簸的路面跟坑洞造成輪胎的壓縮，連帶造成慣性重力作用在簧下重量。一段時間後，簧下重量回饋此重力，並在本身作動時連帶附加此慣性。此作動是與重量呈反比，當車輪行走在狀況不佳的路面時，一個較為輕的車輪較容易跟隨路面顛簸起伏貼地取得更佳的抓地力。基此原因，輕量化的輪框經常應用於高性能的需求。與此相反，一個較重的車輪移動量小也無法吸收更多的震動，惡劣的路況將通過懸吊傳遞到車室內，劣化乘坐品質。
氣壓輪胎或橡膠輪胎協助提供了一些減震效果對於大多數的簧下質量，但減震系統可以包含在輪胎是限縮於燃油經濟性跟過熱情況。減震桶，即使有，也要抑制彈簧的作動且不能夠比能夠抑制車輪彈跳的阻尼設定死硬。因此車輪在經過每個顛簸之前都須被重置慣性。在道路鋪裝的紀錄中，在泥濘的道路或部分鋪平的道路，都有路面眾多小幅度突起的特徵，稱為波紋、洗衣板或是燈心絨，因為上述路面都有小型顛簸。這些路面導致車輪的彈跳，隨後的車輛並會加重這種路面的顛簸情形。
高簧下重量也加劇了在急加速跟煞車時車輪空置的問題。車輛車輪的位置，在垂直平面如果沒有足夠的行程空間（例如採用霍奇凱斯式傳動裝置的後輪驅動車，傳動地軸由簡單的葉片式彈簧支撐），在急加速跟急煞車的情況結合高簧下質量可能導致嚴重的車輪彈跳。影響循跡性和轉向控制性。